# Société d'Al-Andalus
Ne doit pas être confondu avec Al-Andalus.
La société d'Al-Andalus désigne les caractéristiques sociales, culturelles et religieuses qui se sont développées dans la péninsule Ibérique alors sous domination musulmane entre le VIIIe siècle et le XVe siècle. Ce cadre historique comprend l'organisation des communautés urbaines, les interactions entre diverses communautés religieuses, les règles de vie, les coutumes, ainsi que les savoir-faire locaux. Le développement d'Al-Andalus est marqué par l'influence de l'émirat de Cordoue au VIIIe siècle, suivi de son apogée sous le califat de Cordoue au IXe et Xe siècles, période considérée comme un moment essentiel de la présence musulmane dans la péninsule Ibérique au haut Moyen Âge.

## Contexte

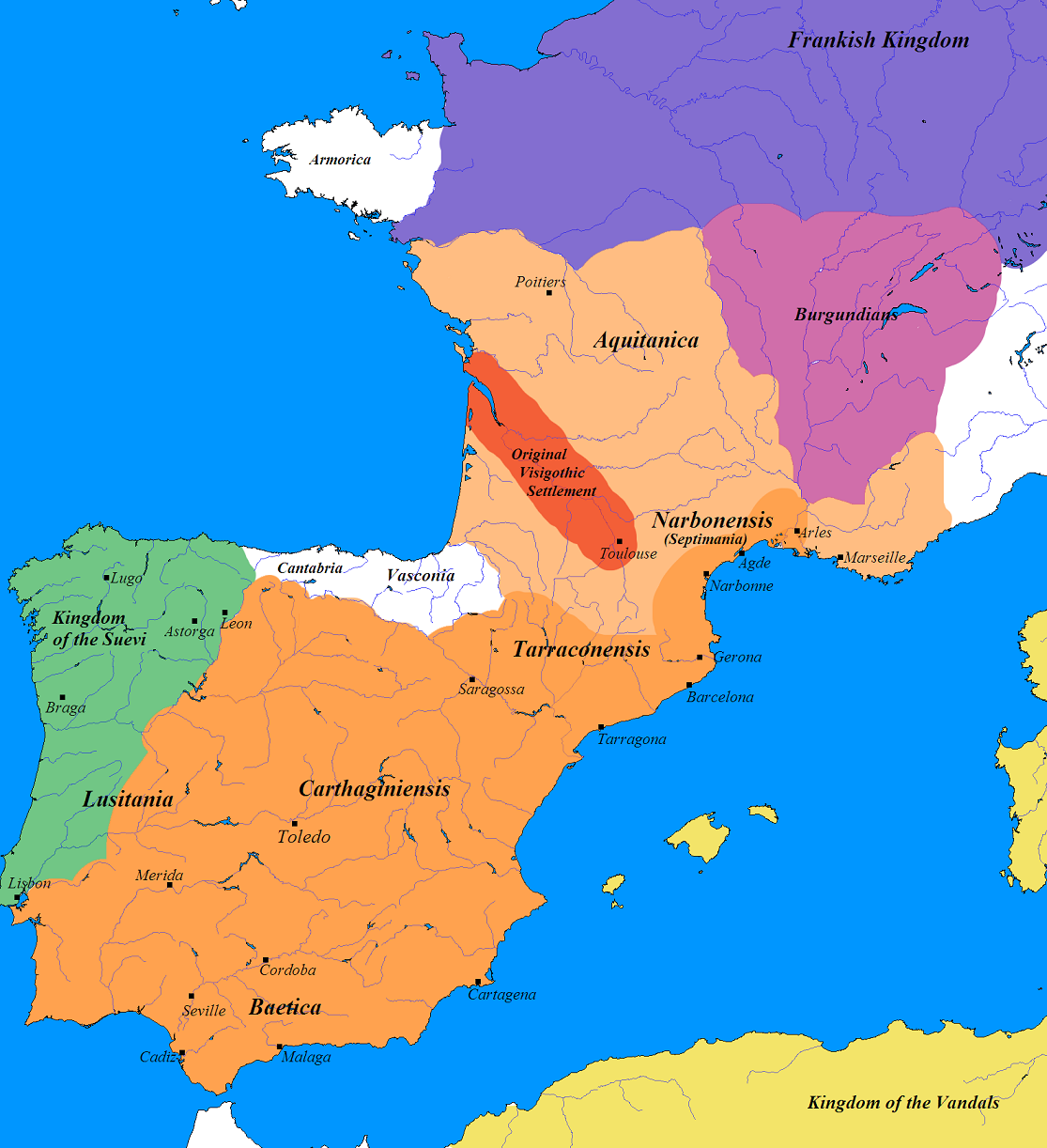
Évolution du royaume wisigoth jusqu'au VIe siècle :
Royaume originel de Toulouse
Conquête du royaume suève en 575

- Royaume originel de Toulouse
- Extension au Ve siècle
- Territoire perdu à Vouillé en 507
- Conquête du royaume suève en 575

### Conquêtes

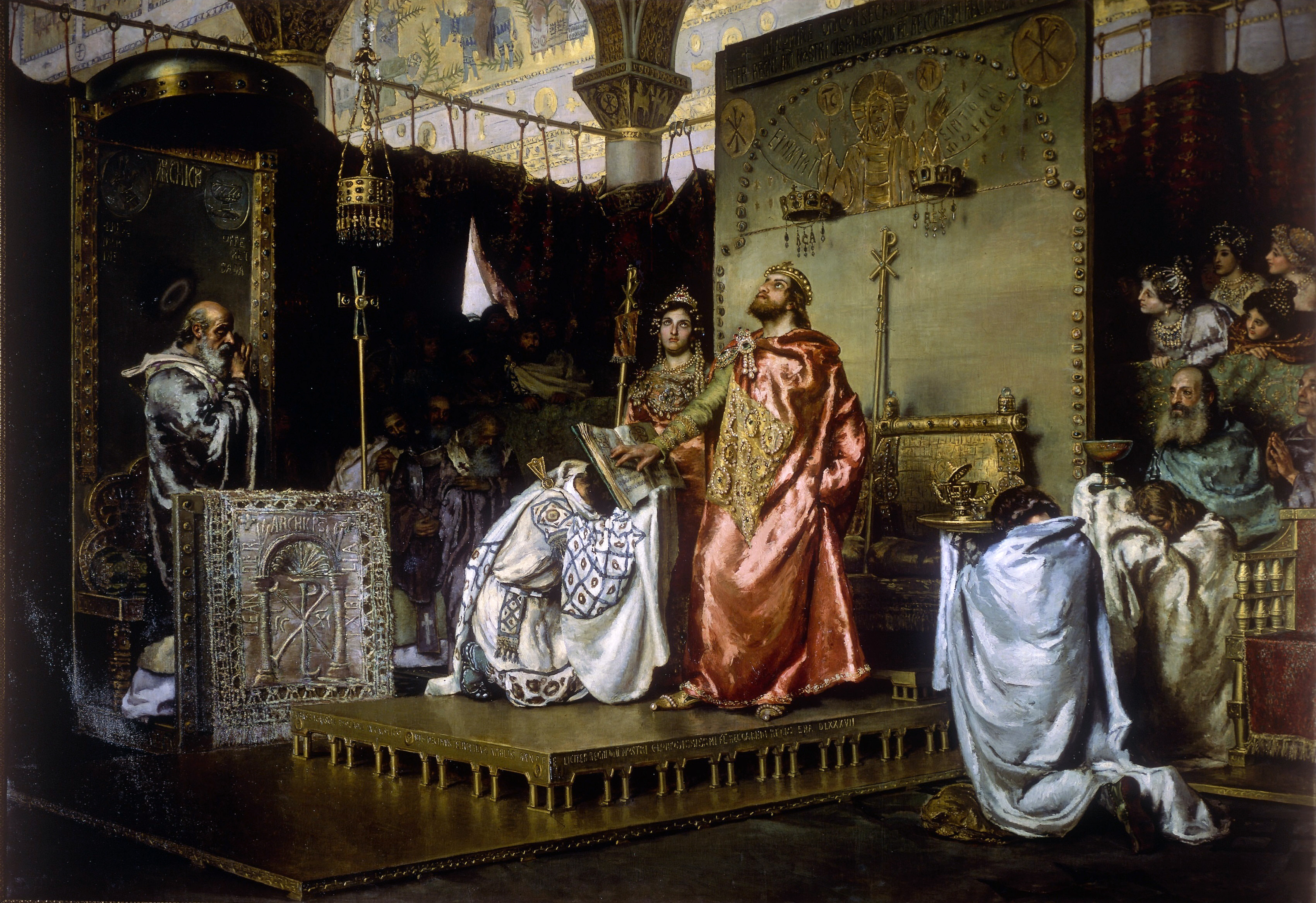
La conversion de Récarède Ier (Antonio Muñoz Degrain, 1888).

Depuis la fin du VIe siècle, le royaume wisigoth est à majorité chrétienne depuis le reniement par le roi Récarède en 587 de la doctrine arienne en faveur de sa conversion au christianisme. Cependant, à la suite de la mort du dernier grand roi wisigoth Wamba, en 680, l'Espagne wisigothique se divise,,, confrontée à des conflits claniques liés à la nature électorale de la monarchie (comme dans la plupart des royaumes barbares, les successeurs des souverains décédés sont élus par l'assemblée des nobles). Wittiza, l'un de ses successeurs, a pris la précaution d'élever son fils Agila au trône, mais à sa mort en 710, un clan rival élit un autre prétendant, Rodéric (ou Rodrigue),. De fait, Agila sollicite l'aide d'un seigneur installé sur l'autre rive de la Méditerranée, l'émir de Tanger Mousa ibn-Nocair. Mousa ibn-Nocair agit rapidement et envoie à son nouvel allié une force militaire dirigée par un jeune chef berbère, Tarik ibn Zyad, récemment converti à l'islam et ayant adopté la culture latine. Ainsi, le 30 avril 711, 7 000 combattants débarquent sur le sol espagnol. Cette troupe est principalement composée de Berbères, mais inclut également des Arabes et des Syriens, qu'ils soient musulmans, chrétiens ou juifs,. Le point de débarquement est un rocher qui sera connu sous le nom de Gibraltar, dérivant de l'arabe « djebel al Tarik », signifiant « montagne de Tarik ». Profitant de l'impopularité des Wisigoths et ignorant Agila, les forces musulmanes s'emparent aisément d'Algésiras et avancent vers Cordoue et l'intérieur des terres. Elles rencontrent de facto l'armée du roi Rodrigue à la « bataille de Wadi Lakka » selon les chroniqueurs arabes et la « bataille du Guadalete » d'après les historiens espagnols.
Bien que les Wisigoths surpassent en nombre les envahisseurs, la victoire échoit à ces derniers en raison de la trahison des deux frères de Rodrigue,,. Le roi trouve lui-même la mort lors de cette bataille,,,. Tarik parvient aisément à conquérir les villes d'Andalousie, commençant par Séville, qui est anéantie pour avoir refusé de se rendre,. Cet exemple incite les autres cités, telles que Cordoue et Grenade, à capituler sans résistance,. Les habitants chrétiens et juifs voient leur vie épargnée, conservent leurs biens, leurs lois et leur foi, mais doivent s'acquitter d'un impôt supplémentaire en tant que dhimmis « (« protégés ») »,. Il est rapidement rejoint par l'émir Mousa, qui amène avec lui 18 000 hommes et désire s'approprier le butin. Véritable arabe, l'émir entre rapidement en désaccord avec son ancien serviteur. Les deux hommes sont convoqués à s'expliquer devant le calife à Damas en 715, et à partir de ce moment, on perd toute trace de Tarik ibn Zyad. La conquête se poursuit sans relâche. Les conquérants parviennent rapidement à soumettre la majeure partie de l'Espagne. En quelques années, la résistance wisigothe est anéantie, ne subsistant que dans quelques vallées isolées de la Chaîne Cantabrique, au nord de la péninsule,. Dans la foulée, les envahisseurs franchissent les Pyrénées et s'emparent de la Narbonnaise. Cependant, ils rencontrent une forte opposition à Toulouse en 721, face au duc d'Aquitaine,,. La victoire de ce dernier redonne espoir aux Wisigoths réfugiés dans la Chaîne Cantabrique. Leur chef, Pélage, remporte une victoire contre les musulmans à Covadonga, près d'Oviedo, dès l'année suivante. Cette bataille deviendra bien plus tard le symbole du début de la reconquête chrétienne de la péninsule, connue sous le nom de « Reconquista »,.

### Aspects politiques

#### Émirat de Cordoue (756-929)

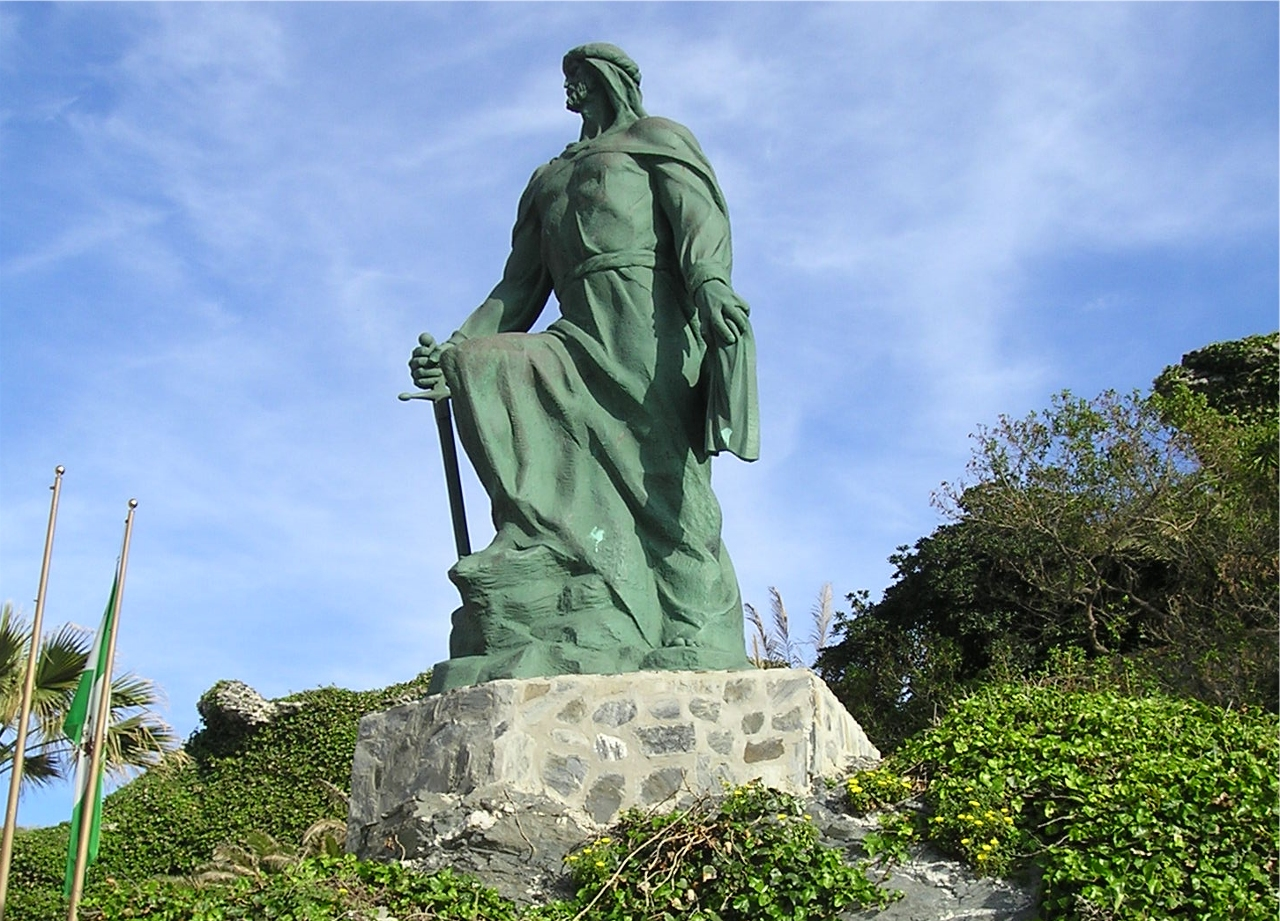
Statue d'Abd al-Rahman 1er à Almuñécar.

Peu après le décès du prophète Mahomet en 632, ses successeurs, les califes de la dynastie omeyyade, ont établi leur capitale à Damas, en Syrie. Cependant, une révolte survenue en Perse a conduit en 750 à l'assassinat du calife en fonction ainsi que de l'ensemble de sa famille,,. Une nouvelle lignée de califes, les Abbassides, a alors pris le pouvoir, s'installant ultérieurement à Bagdad,,. Néanmoins, un membre de la famille omeyyade a échappé au massacre. Il s'agit d'Abd al-Rahman al-Daklil, petit-fils du calife Hichām. Après de nombreuses aventures en Afrique du Nord, Abd al-Rahman al-Daklil arrive ainsi en Al-Andalus. Les Omeyyades ont su maintenir un large soutien en Hispanie parmi les forces d'occupation musulmane, notamment au sein des soldats d'origine yéménite et berbère,,,,. Abd al-Rahman al-Daklil parvient à fédérer ces troupes autour de sa cause et, avec l'aide de complices, s'empare du pouvoir à Cordoue, où il se proclame émir d'al-Andalus, le terme arabe désignant l'Espagne. Abd al-Rahman 1er met en place une administration modèle pour le pays. Il réussit également à unifier l'islam andalou et à apaiser les tensions entre les musulmans d'origine arabe et ceux d'origine berbère, venus d'Afrique du Nord,,. Cependant, il ne parvient pas à soumettre les régions montagneuses du nord, qui demeureront chrétiennes, bien qu'il réussisse à repousser les attaques de Charlemagne et de son neveu Roland en 778 lors de la très célèbre bataille du col de Roncevaux dépeinte par la Chanson de Roland.

#### Califat de Cordoue (929-1031)

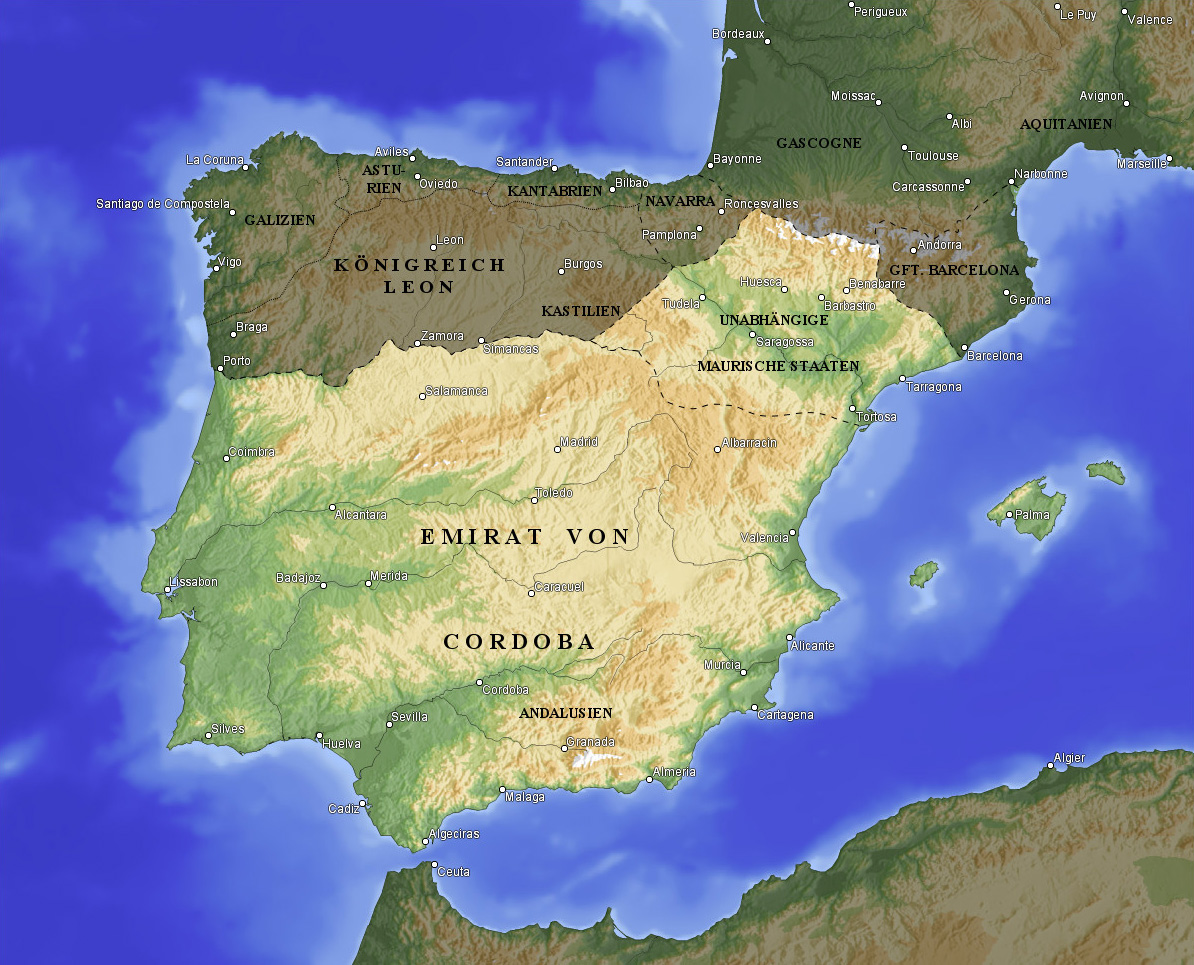
L'Espagne à l'avènement d'Abd al-Rahman III.

Le règne d'Abd al-Rahman III, qui se proclame calife en 929, marque l'apogée de la civilisation arabo-hispanique. Il renforce la légitimité des Umayyades et fait prospérer le califat grâce à une agriculture performante et un commerce florissant, tout en étant un mécène des arts. Cordoue devient une ville-centre rivalisant avec les grandes métropoles de l'Empire abbasside,.
« Cordoue [...] est une ville entourée d'un mur de pierre, pourvue de beaux quartiers, de vastes esplanades. Il y a très longtemps que le souverain de cette cité règne sur cette ville, qu'il y a sa résidence et son palais à l'intérieur de la muraille d'enceinte. La plupart des portes de son palais aboutissent à l'intérieur de la cité de plusieurs côtés. Deux portes de la ville ouvertes dans le rempart même, donnent sur la route qui mènent de Rusafa au fleuve. Rusafa se compose des habitations qui forment le haut bourg de la ville et dont les constructions touchent au faubourg bas. C'est une agglomération qui entoure la ville sur les côtés est, nord et ouest; le sud donne sur fleuve, le long duquel se développe la route nommé le Quai. C'est dans le faubourg que se trouve les marchés, les tavernes, les caravansérails, les bains et les demeures des classes inférieures de la population. La mosquée cathédrale qui est fort belle et grande, se trouve dans la ville même; la prison, est située dans son voisinage. » Ibn Hawqal, la Configuration de la Terre, p.112.
Cependant, les fondations de nouvelles villes-palais Madinat al-Zahra en 936, et Madinat al-Zahira en 978 amorcent un déclin,, favorisant la montée d'un « maire du palais » Almanzor en 981,,,. Ce changement de pouvoir entraîne des troubles internes, des rivalités entre factions, et conduit finalement à l'éclatement du califat en 1031,. La province d'al-Andalus se morcelle alors en une mosaïque de petites principautés, connues sous le nom de « taifas », durant le XIe siècle,.

#### Royaumes de Taifas (1031-1269)

L’époque des taïfas : al-Andalus morcelé en 1037.

En 1009, le califat omeyyade de Cordoue entre dans une période de guerre civile qui perdure jusqu'en 1031, marquée par la fitna,,. Ces événements tumultueux entraînent la fragmentation du territoire en plusieurs royaumes, connus sous le nom de « mulûk al-tawâ’if », ou Royaumes de taïfas,,. Durant près d'un siècle, une multitude de pouvoirs autonomes, comptant une vingtaine au début du XIe siècle et une dizaine à la fin, se disputent le contrôle de l'Espagne musulmane. Issues de cette division, ces petites principautés rivalisent entre elles tout en devant faire face à la question délicate de leur légitimité,,. En outre, les taïfas se trouvent confrontées aux avancées des Chrétiens du Nord en Al-Andalus, qui exploitent le morcellement des anciens territoires omeyyades en royaumes rivaux pour mener à bien la conquête de la région. L'incapacité des taïfas à résister à la Reconquista a longtemps conduit les chroniqueurs musulmans contemporains et les historiens des XIXe et XXe siècles à critiquer la faiblesse de ces États, les qualifiant de décadents. Cependant, l'historiographie récente tend à nuancer cette vision d'un déclin politique, mettant plutôt en lumière la richesse culturelle et l'originalité politique qui caractérisent l'histoire des taïfas,.

#### Conquête progressive des Almoravides (1040-1147)

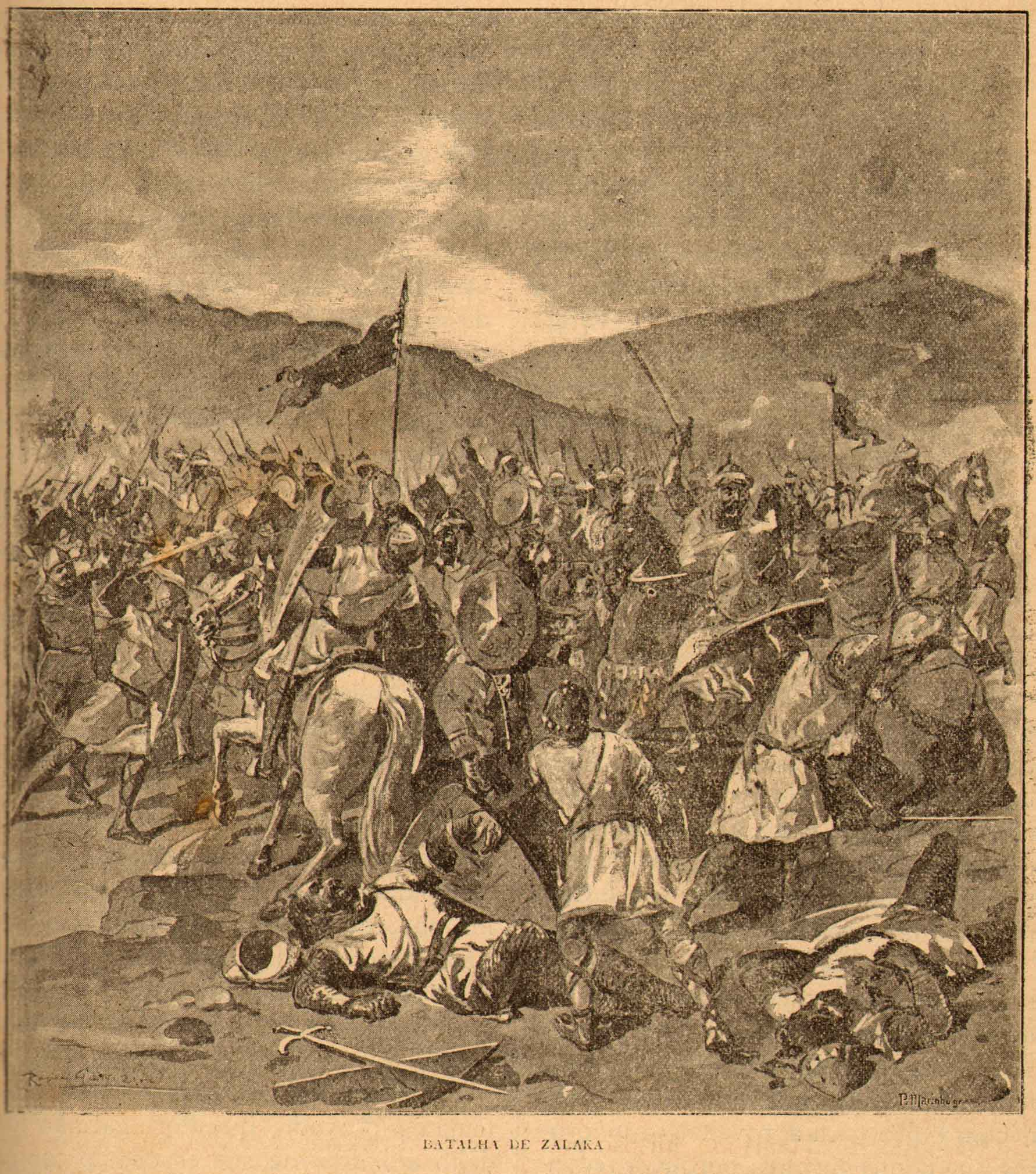
La bataille de Zalaca, (illustration d'Alfredo Roque Gameiro (1899)).

La conquête almoravide d'Al-Andalus au XIe siècle marque un tournant significatif dans l'histoire de la péninsule Ibérique,. Les Almoravides, un groupe berbère originaire du Sahara, émerge au Maroc au début du XIe siècle et unissent diverses tribus sous une interprétation rigoriste de l'islam. En réponse aux crises politiques et aux tensions internes en Al-Andalus, les dirigeants musulmans andalous, en particulier les émirs de Grenade, sollicitent l'aide des Almoravides pour contrer les avancées chrétiennes et maintenir l'ordre. En 1086, la première grande intervention almoravide se concrétise avec la bataille de Zallaqa, où ils remportent une victoire décisive contre les troupes chrétiennes de Castille dirigées par le roi de León Alphonse VI.
Les Almoravides établissent rapidement un contrôle sur une grande partie d'Al-Andalus, unifiant rapidement le territoire sous leur domination. Leur règne, cependant, est marqué par des tensions entre les populations locales, qui réagissent parfois à la centralisation du pouvoir et aux politiques religieuses strictes des Almoravides.

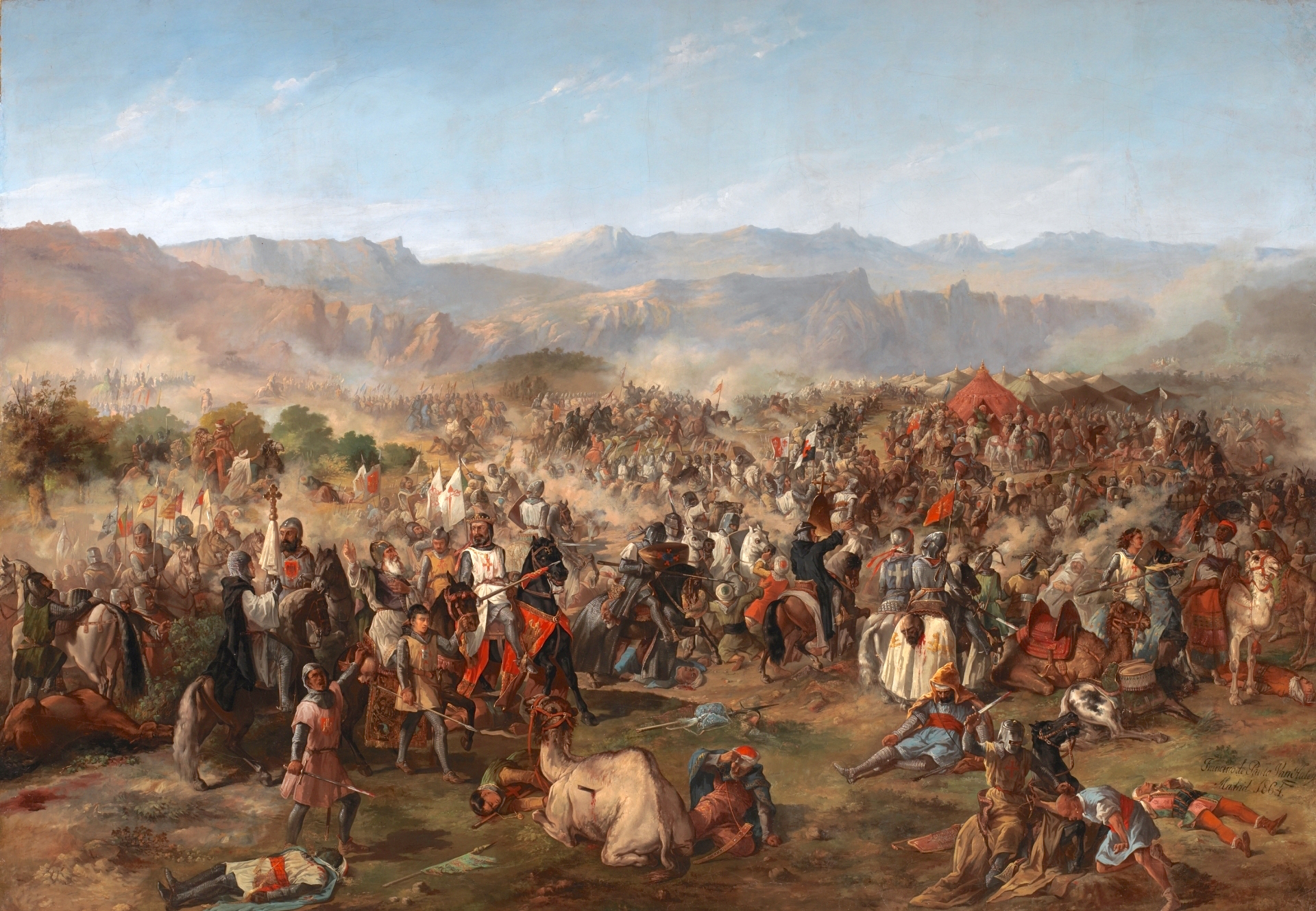
La Bataille de Las Navas de Tolosa (Peinture à l’huile du XIX, de F. P. van Halen, exposée au Palais du sénat à Madrid).

#### Reconquête éphémère des Almohades (1147-1269)
La conquête almohade d'Al-Andalus, qui se déroule du XIIe siècle au XIIIe siècle, est un événement majeur dans l'histoire de la péninsule Ibérique. Les Almohades, originaires également du Maroc, émergent en tant que mouvement religieux et militaire en réaction à la domination almoravide, jugée trop laxiste dans ses pratiques religieuses. En 1147, les Almohades commencent leur expédition en Al-Andalus, prenant rapidement des villes symboliques comme Séville et Cordoue. Leur avènement est perçu par certains comme un renouveau de l'islam, axé sur un retour à une pratique plus stricte et unifiée, tandis que d'autres voient leur régime comme un facteur de division et de tension, en raison de leur approche rigoureuse envers les traditions locales.
Leur conquête culmine avec la victoire sur les armées chrétiennes à la bataille d'Alarcos en 1195,,. Toutefois, cette ascendance est suivie de revers, notamment du fait de la défaite almohade face aux Castillans, aux Navarrais, et aux Aragonais à la bataille de Las Navas de Tolosa en 1212,, qui marque un tournant décisif dans le basculement de la Reconquista en faveur des royaumes chrétiens,.

#### Reconquête chrétienne (XIe–XIIIesiècle)
L'équilibre militaire entre al-Andalus et les royaumes chrétiens du Nord avait été perturbé plusieurs décennies avant la prise de Tolède par Alphonse VI de Castille en 1085. Les chrétiens, qui étaient déjà devenus les protecteurs des royaumes musulmans grâce au versement de « parias », prenaient progressivement le rôle de dominateurs et, à long terme, de conquérants d'al-Andalus, qui les avait autrefois soumis ou repoussés. Il n'est pas nécessaire d'attendre l'arrivée des Almoravides d'Afrique du Nord en al-Andalus pour observer l'émergence des justifications idéologiques de la conquête dans l'Espagne chrétienne,. Une certaine conception de la croisade était peut-être déjà ancrée chez les nobles du Nord des Pyrénées, qui assistèrent Sancho Ramirez, roi d'Aragon, dans la conquête de Barbastro en 1064,, bien que la ville soit redevenue musulmane peu de temps après. Cependant, ce qui était essentiel à cette époque était sans doute le développement de l'idée de Reconquête, qui renforçait la conscience « gothiciste » des rois de León,.
Les royaumes chrétiens ne parvenaient pas toujours à agir de concert face à l'Islam dans la péninsule Ibérique. Les conflits étaient fréquents, et ces affrontements ont contribué à établir des frontières entre les royaumes, tout en déterminant les territoires à conquérir pour chacun d'eux, particulièrement au cours du XIIe siècle, entre la mort d'Alphonse VI en 1109 et celles d'Alphonse VIII de Castille en 1214 et de Pierre II d'Aragon en 1213. À partir de la quatrième décennie du XIIe siècle, le Portugal a acquis le statut de royaume indépendant,, tandis que la Navarre a retrouvé son autonomie après une période d'union avec l'Aragon (1076-1134). Le comte de Barcelone, Raymond Bérenger IV, a également gouverné l'Aragon à partir de 1137, au nom de son épouse, ce qui a permis la formation de la Couronne d'Aragon – un terme qui a été créé au XIXe siècle – lorsque son fils, Alphonse II, a uni les deux héritages en 1162. La Castille et le León, quant à eux, sont redevenus des royaumes distincts après l'échec du projet impérial d'Alphonse VII († 1157) et ne se sont pas réunis sous un même roi avant 1230. Enfin, l'Álava et le Guipúzcoa ont été intégrés de manière définitive dans l'espace politique castillan vers la fin du XIIe siècle, après avoir été liés à celui-ci jusqu'en 1037. La Biscaye a connu un sort similaire, oscillant entre les rois de Castille et de Navarre. La conquête des territoires d'al-Andalus se poursuivait, bien que de manière lente et discontinue au XIIe siècle, mais elle est devenue rapide et cohérente à partir de la deuxième décennie du XIIIe siècle. Seule la Navarre ne possédait pas de frontière avec al-Andalus, et ses guerriers et colons devaient agir sous l'autorité d'un autre roi ou seigneur. À partir du milieu du XIIe siècle, les rois de Castille et d'Aragon ont signé divers traités pour partager les territoires à conquérir.

#### Rois Catholiques

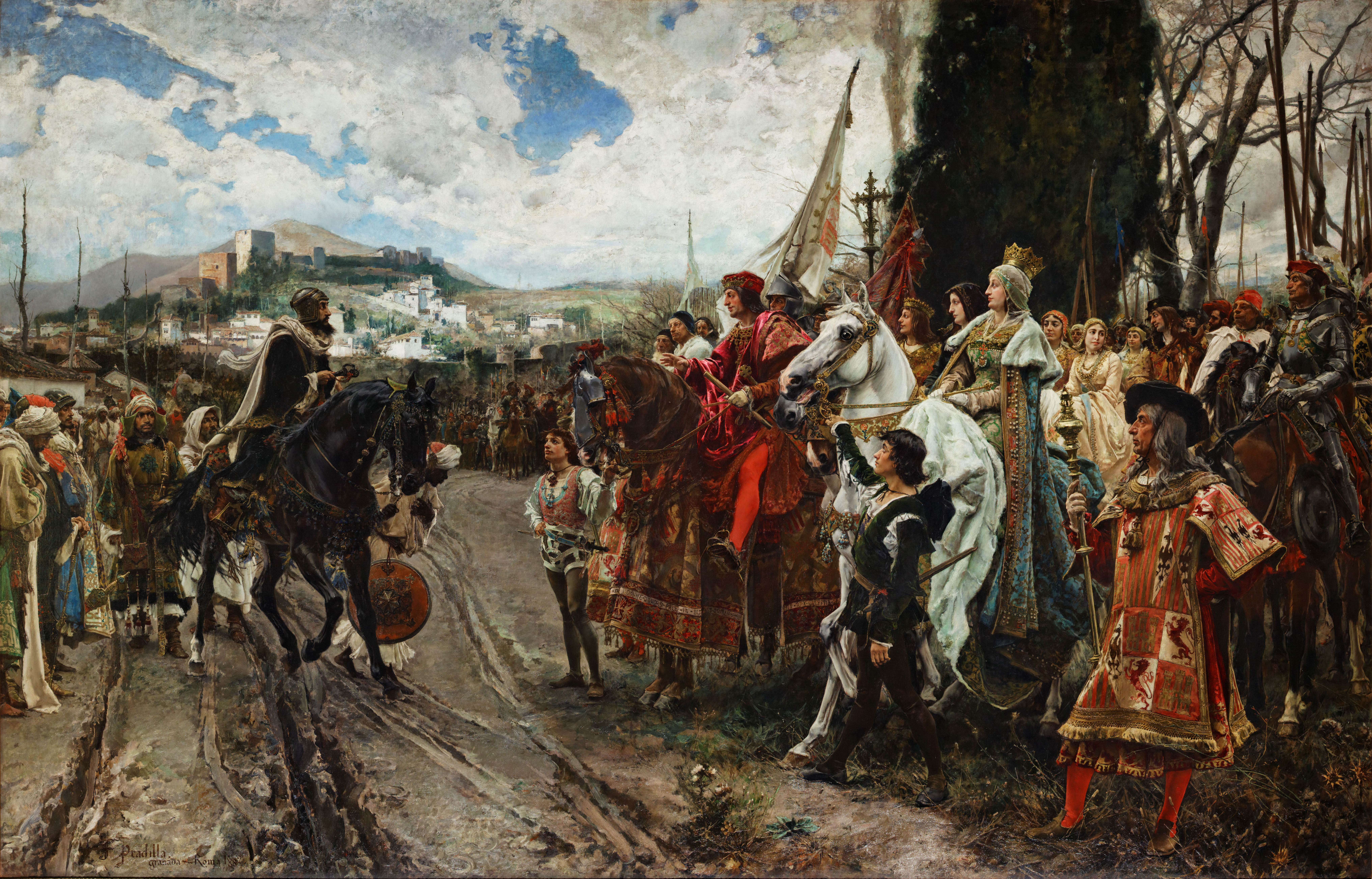
Boabdil remettant les clés de Grenade à Ferdinand et Isabelle (tableau de Francisco Pradilla y Ortiz).

En 1492, l'un des événements majeurs de la Reconquista se déroule avec le siège de Grenade, la dernière grande ville musulmane en Espagne. Après des décennies de conflits et de victoires militaires significatives, les rois Catholiques, Ferdinand II d'Aragon et Isabelle Ire de Castille, unissent leurs forces pour mener une campagne décisive contre le royaume nasride de Grenade. Ce royaume, affaibli par des luttes internes et la pression des royaumes chrétiens environnants, se retrouve isolé.
Le siège de Grenade débute en avril 1491 et se prolonge jusqu'en janvier 1492. Les troupes chrétiennes, mieux organisées et plus nombreuses, parviennent à encercler la ville. La résistance des défenseurs, malgré des conditions de siège difficiles, s'étend sur plusieurs mois. Le 2 janvier 1492, après des négociations et face à la menace d'une prise imminente de la ville, le roi de Grenade Boabdil capitule et remet les clés de Grenade aux Rois Catholiques.
La prise de Grenade marque la fin de la Reconquista et symbolise l'achèvement de la reconquête chrétienne dans la péninsule Ibérique. Cet événement a des implications profondes, notamment l'unification politique et religieuse de l'Espagne sous la couronne catholique, et ouvre la voie à la mise en œuvre de politiques de conversion forcée des populations musulmanes restantes. La chute de Grenade est également perçue comme un tournant qui précède l'expansion de l'Espagne vers le Nouveau Monde, soutenue par les Rois Catholiques lors des explorations de Christophe Colomb la même année.

## Culture d'Al-Andalus

### Foisonnement intellectuel

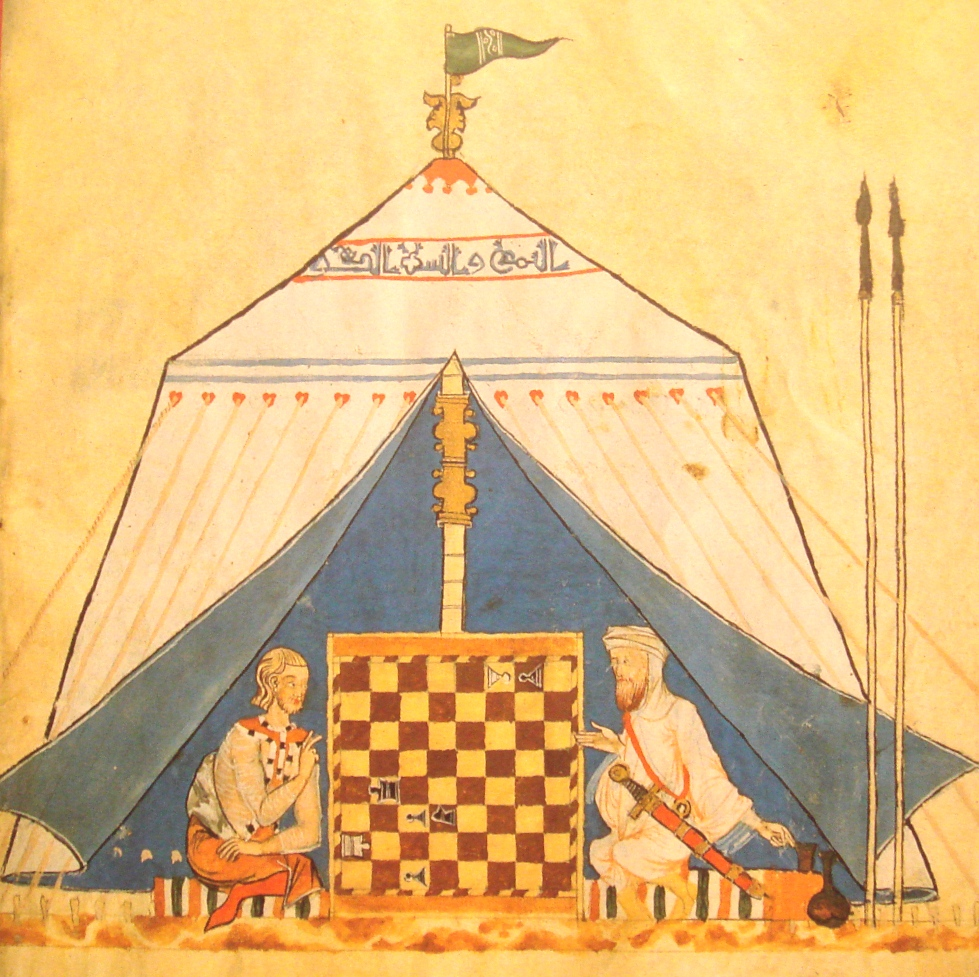
Chrétien et musulman jouant au jeu d'échecs. On note que le musulman est armé contrairement au chrétien, et que le musulman est en train de gagner. Le jeu d'échec fut introduit à la cour andalouse par Zyriab, il est joué depuis plusieurs siècles en Perse.

Ibn Khaldoun, éminent penseur arabe du XIVe siècle, a élaboré une théorie novatrice concernant les empires. Il soutient que la création de richesse repose essentiellement sur l'accumulation de ressources par le biais de l'imposition. Ainsi, tout empire repose sur une population soumise et exploitée, composée de producteurs de richesses, ainsi qu'une élite guerrière. Dans le contexte islamique, le pacte de la dhimma établit des règles spécifiques pour les « gens du Livre », c'est-à-dire les juifs et les chrétiens, qui ne sont pas contraints à la conversion. Cependant, cela ne signifie pas qu'ils bénéficient d'une égalité totale avec les musulmans, car ils subissent des discriminations sur les plans fiscal, civil et juridique. Cette situation explique pourquoi ils ont pu maintenir une certaine liberté dans l'exercice de leur culte et jouir d'une autonomie juridique relative.
« En échange de la tolérance religieuse et de la protection que leur garantissent les musulmans, les dhimmi, en plus de la reconnaissance de la suprématie de la communauté musulmane, doivent s’acquitter d’un certain nombre d’obligations dont le paiement de la jizya, la seule obligation citée nommément dans le Coran : prélevée collectivement, par les chefs de chaque communauté religieuse et non pas individuellement, ce qui a permis aux juifs comme aux autres minorités religieuses de préserver leur cohésion interne et leur autonomie au regard des autorités »,,.
L'effervescence intellectuelle de la culture andalouse durant l'époque des taïfas témoigne de la richesse de la vie intellectuelle de cette période. Des figures telles qu'Al-Bakri: géographe, Ibn Hayyan: historien, et Ibn Hazm: polygraphe, ainsi que de nombreux savants, poètes et lettrés, ont contribué à faire du XIe siècle un apogée de la culture andalouse,,,. L'analyse des transformations à cette époque nécessite une approche multi-niveaux pour saisir les réalités des évolutions tant politiques que culturelles. La culture, loin d'être un simple attribut du califat, se trouve au centre des ambitions politiques des principautés musulmanes. Promouvoir les lettres, les sciences et les arts constitue une quête de légitimité, s'inscrivant dans l'idéologie omeyyade, qui demeure un modèle, tout en cherchant à maintenir un statut de centre arabe et islamique face aux défis politiques et militaires, ou en réponse à ceux-ci. Cette dynamique intellectuelle contribue à forger une identité à la fois arabe et andalouse, illustrant que la vitalité d'al-Andalus perdure au-delà de la chute des Omeyyades, continuant d'exister malgré les troubles politiques du XIe siècle,.

### Influence monétaire

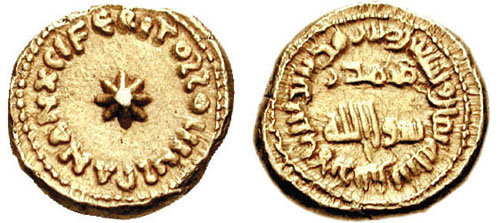
Dinar d'or frappé en Andalousie en 716.
L'inscription en cercle signifie « bismillah [au nom d'Allah] ; ce dinar a été frappé dans al-Andalus en l'an 98 [de l'hégire]».

L'évolution monétaire d'Al-Andalus reflète des dynamiques économiques et culturelles marquées par des phases distinctes d'émission de monnaies et des interactions variées avec d'autres territoires du monde islamique et au-delà. Après la conquête musulmane de la péninsule Ibérique, un basculement monétaire significatif s'opère en 744 - 745 (127 de l'Hégire), mettant fin aux émissions de pièces d'or caractéristiques du royaume wisigothique au profit des monnaies d'argent : les dirhams, émises par la dynastie omeyyade. Ce passage à la monnaie d'argent, commun à Al-Andalus et au Maghreb, persiste près de deux siècles jusqu'à ce que le calife Abd al-Rahman III, en 929 - 930 (317 H.), réintroduise le dinar d'or, signalant un changement politique et économique majeur lié à l'affirmation du califat omeyyade de Cordoue,.
Les dirhams omeyyades étaient principalement produits et utilisés en Al-Andalus, comme l'attestent de nombreux trésors archéologiques contenant presque exclusivement des pièces locales, à l'exception des premiers dépôts de la conquête qui incluaient également des monnaies provenant du Proche-Orient,. Cette prédominance locale et l'absence quasi totale de dirhams andalous dans les régions chrétiennes et en Europe occidentale contrastent avec certaines hypothèses avancées par des chercheurs, qui interprétaient la présence de pièces arabes ailleurs en Europe comme une preuve de commerce ancien avec les terres islamiques,. Cependant, les analyses numismatiques montrent que les rares pièces orientales en France ou ailleurs résultent davantage de soldes militaires, comme en Septimanie, que de flux commerciaux.
Le cas des dirhams idrissides du Maghreb fournit un exemple de diffusion monétaire transnationale avec une portée inattendue,. Frappées au Maroc entre la fin du VIIIe siècle et le début du XIe siècle, ces pièces d'argent apparaissent dans des trésors répartis sur une vaste zone géographique, incluant le Caucase, la Russie, la Baltique et la Scandinavie, témoignant d’échanges indirects et complexes. Les trésors baltiques et scandinaves contiennent ainsi des dirhams idrissides parmi des pièces abbassides et omeyyades, bien que leur proportion diminue plus on s’éloigne géographiquement de leur point d'origine. En Russie, par exemple, les pièces idrissides constituent jusqu'à 10 % des découvertes du début du IXe siècle, tandis qu'en Scandinavie, leur présence se réduit mais persiste, reflétant un modèle d'influence monétaire en lien avec des réseaux de circulation monétaire étendus et diversifiés, dépassant les simples échanges commerciaux. Cette diffusion monétaire, notamment pour Al-Andalus, montre ainsi la complexité et la diversité des influences économiques et politiques à travers les monnaies circulant dans ces territoires et au-delà,.

## Organisation urbaine

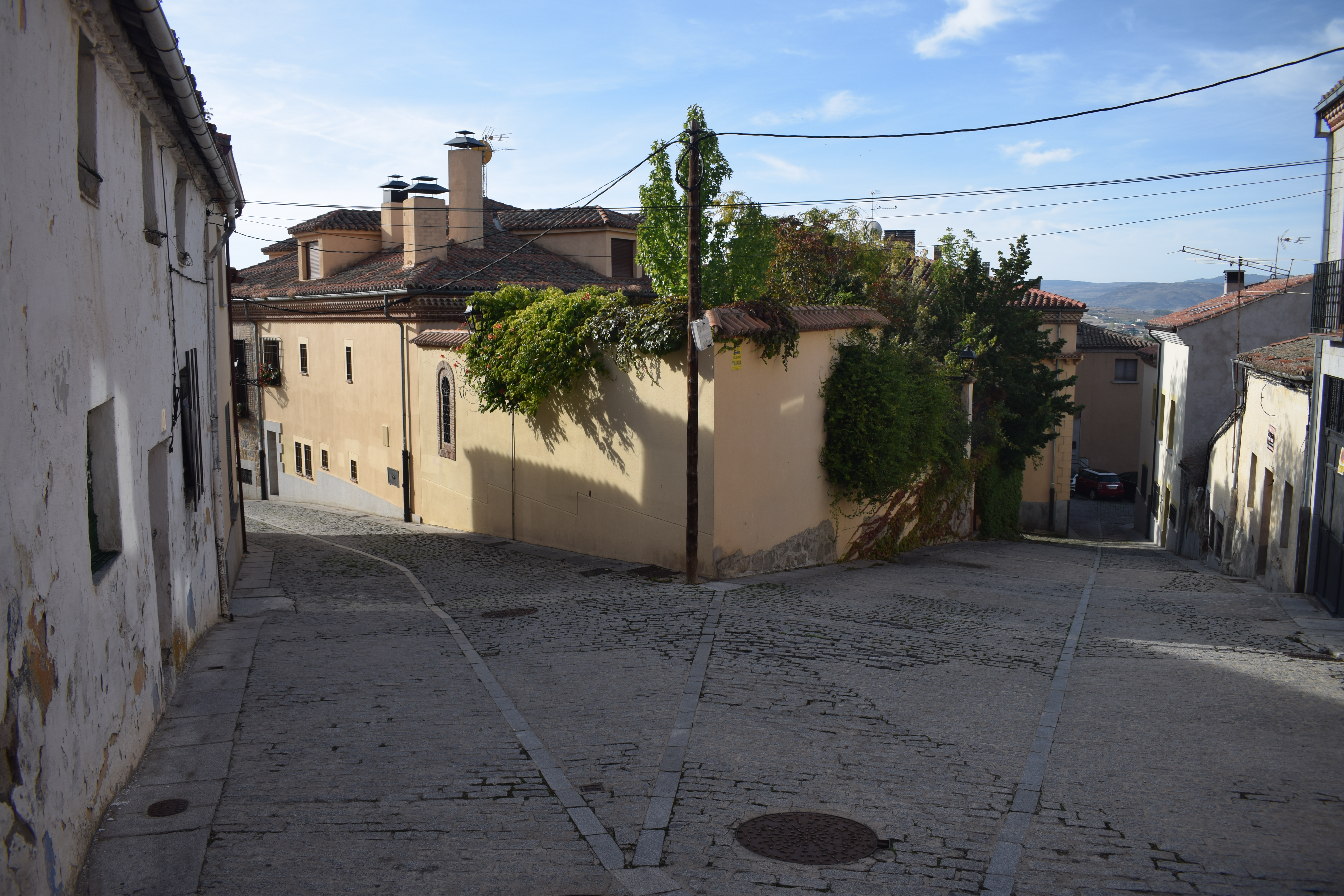
Morería d'une ville castillane. On peut remarquer l'arc en fer à cheval typique de l'art mudéjar espagnol.

### Spécificités des quartiers musulmans
Les « morerías », ou quartiers musulmans, constituaient une réalité urbaine caractéristique d'Al-Andalus, et plus tard de l'Espagne chrétienne, où résidaient les populations mudéjares (musulmans vivant sous domination chrétienne). L'évolution de ces quartiers découle de la reconquête chrétienne progressive de la péninsule Ibérique, qui imposa des formes de ségrégation spatiale à partir de la fin du XIIIe siècle. En vertu des capitulations, les populations musulmanes pouvaient soit émigrer, soit rester sous condition de payer des tributs et de conserver leurs coutumes.
Au XIVe siècle, des mesures restrictives accrurent la différenciation des morerías, tandis que le XVe siècle connut une intensification de cette ségrégation à travers divers édits, comme l'Ordonnance de 1412 ou les Cortes de Madrigal (1476) et de Tolède (1480). Ces dispositions visaient à concentrer la population musulmane dans des quartiers spécifiques, souvent situés aux périphéries des centres urbains, avec des plans de rues irréguliers et étroits caractéristiques de l’organisation des morerías.

### Caractéristiques urbaines
Les morerías possédaient généralement des infrastructures communautaires propres. Au cœur de l’organisation se trouvait la mosquée, lieu central du rassemblement religieux et social, souvent accompagnée d'un cimetière pour permettre aux musulmans de respecter leurs rites funéraires. Les quartiers disposaient également de hammams (bains publics), dont l’architecture, héritée des thermes romains, permettait de répondre aux pratiques d’hygiène et aux préceptes de la religion musulmane.
D'un point de vue économique, les morerías étaient organisées pour assurer l'approvisionnement des habitants dans le respect des lois islamiques. Ainsi, les « carnicerías », ou (boucheries), y distribuaient de la viande abattue selon le rituel halal. Les souks et les « alhóndigas » (greniers publics) fournissaient une zone de commerce pour les aliments et autres marchandises. Les habitations des mudéjares, généralement modestes, étaient disposées de manière compacte et répondaient aux contraintes d’espace et de sécurité imposées par les contextes de ségrégation.

### Organisation politique et judiciaire
Les communautés mudéjares étaient régies par des « aljamas », structures d'autogestion qui possédaient leur propre système législatif et judiciaire. Les aljamas étaient dirigées par un « cadí » (juge musulman), un « zalmedina » (responsable de la sécurité) et des « alfaquíes » (savants religieux) pour la transmission de la « sharî’a » dans un cadre restreint. En matière de justice, les mudéjares pouvaient se tourner vers les autorités de leur aljama avant d'en appeler à l'administration chrétienne si nécessaire.

### Aspect économique et activité artisanale
Le modèle économique des morerías reposait en grande partie sur la fiscalité et les métiers artisanaux. Les impôts spécifiques tels que la « cabeza de pecho » (contribution pour la protection royale), le « servicio y medio servicio » (taxe extraordinaire devenue récurrente) et la « pecha » (tribut proportionnel aux richesses) étaient organisés par une commission de répartiteurs qui ajustaient ces charges selon la démographie et la richesse de la communauté.
Les morerías accueillaient aussi une large variété de métiers répartis en  corporations : forgerons, charpentiers, céramistes, etc. Ces activités étaient souvent regroupées dans des zones commerciales appelées « zocos », où les mudéjares vendaient divers produits tels que des textiles, des denrées alimentaires et des objets en métal.

## Économie d'Al-Andalus

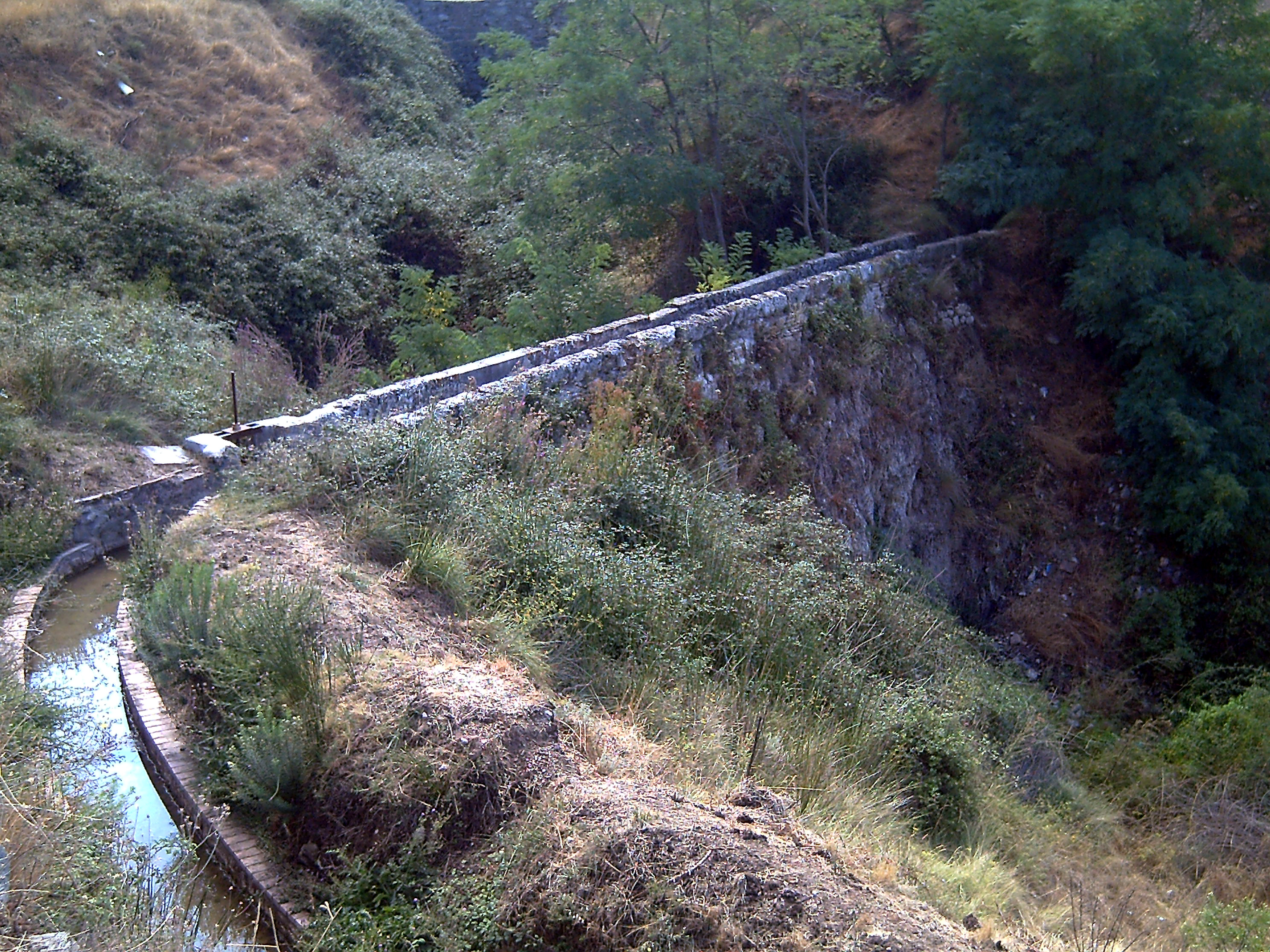
Aynadamar, canal construit au XI et classé monument national, permet encore aujourd'hui l'irrigation d'un quartier de Grenade.

Au cours du XIe siècle, la main-d'œuvre ainsi que les ressources matérielles étaient en mesure de soutenir une économie prospère et en pleine expansion,,. Le niveau d'éducation littéraire et scientifique, particulièrement élevé chez les Andalous, se manifestait tant dans les cercles religieux que dans d'autres sphères. Ce niveau d'éducation était en corrélation avec un artisanat spécialisé de haute qualité, des techniques d'irrigation avancées et un dynamisme commercial remarquable. Le véritable atout d'al-Andalus résidait donc dans son potentiel humain, qui permettait une exploitation optimale des ressources matérielles. Il est possible que la clé de la prospérité relative des Andalous résidât davantage dans leur efficacité que dans la richesse de leurs ressources. En matière de ressources humaines et matérielles, al-Andalus se distinguait nettement des régions chrétiennes montagneuses et peu peuplées du nord de la péninsule Ibérique, où les ressources naturelles étaient limitées, ainsi que des zones également défavorisées du Maghreb.

## Caractéristique religieuse

### Idée générale

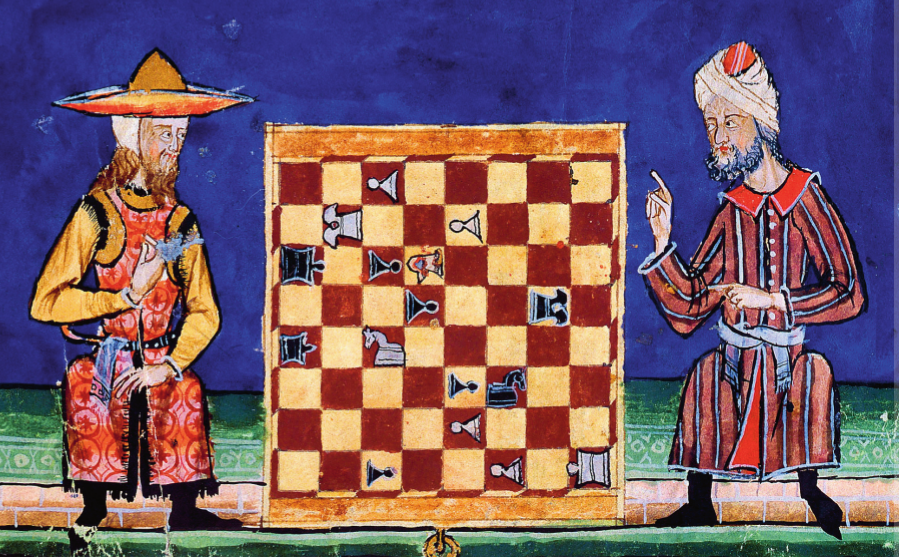
Un juif et un musulman qui jouent au jeu d'échecs au XIII en Andalousie.

Après avoir surmonté des débuts difficiles, la transition vers un émirat omeyyade autonome constitue une étape essentielle pour al-Andalus. L'héritage d'Abd al-Rahman Ier est poursuivi par son successeur, Abd al-Rahman II. Son règne, qui s'étend sur la première moitié du IXe siècle, est considéré comme une période de prospérité économique et culturelle, mais aussi comme une époque marquée par une intensification des tensions inter confessionnelles,,. L'incident des martyrs de Cordoue en est une illustration frappante, avec l'exécution d'environ cinquante chrétiens mozarabes (chrétiens arabophones) par les autorités d'al-Andalus. Il est important de souligner que ce type de violence ne représente pas la norme des relations entre chrétiens, juifs et musulmans à cette époque. L'émirat de Cordoue se distingue par une relative tolérance entre ces différentes communautés. De plus, le règne d'Abd al-Rahman II est également caractérisé par la poursuite de la construction de la grande mosquée de Cordoue qui devient l'un des principaux centres religieux et intellectuels du monde musulman,,,,,.

### Débats historiographiques
La coexistence des trois grandes religions monothéistes – le christianisme, l’islam et le judaïsme – en Al-Andalus, au Moyen Âge, a fait l'objet de nombreuses analyses et débats historiographiques,,,. Cette période, marquée par l'arrivée des musulmans dans la péninsule Ibérique au VIIIe siècle, a vu « cohabiter des populations de cultures et de croyances différentes, mais les relations entre ces groupes ont été complexes, oscillant entre moments de tolérance et de violence ». Les historiens européens ont ainsi développé plusieurs approches pour expliquer ces dynamiques variant  « entre mythes de "convivencia" et réalités plus nuancées de "coexistence sous tension" ».

#### Réflexion sur la Convivencia
Le terme convivencia désigne l'idée d'une coexistence pacifique entre les communautés chrétiennes, musulmanes et juives en Al-Andalus,,,. Selon l’historiographie du XIXe siècle, notamment à travers les études d'Américo Castro, cette coexistence aurait été un modèle de pluralisme et d'harmonie. Castro a même associé cette période à la « vividura hispánica », qui signifie la manière d’être des Espagnols à l'époque d'Al-Andalus ; terme forgé par la rencontre des trois cultures. Loin d'une simple coexistence, certains historiens ont interprété cette époque comme une véritable « symbiose intellectuelle et culturelle », marquée par des échanges en sciences, philosophie et arts, entre des collaborations intellectuelles de musulmans, juifs et chrétiens,.

#### Réflexion sur la Coexistence
Cependant, la réalité de la coexistence religieuse en Al-Andalus ne correspond pas à cette vision idyllique. Les relations entre les communautés étaient souvent tendues, marquées par des discriminations légales et sociales. Bien que les juifs et les chrétiens aient bénéficié d'un statut juridique particulier de « "dhimmî" (protégés) » sous la domination musulmane, cela n'empêchait pas des inégalités profondes. Les musulmans, à la fin du XIe siècle, étaient devenus majoritaires en Al-Andalus, et la pression pour les autres religions, notamment sous les Almohades, s'intensifia.
Les périodes de paix entre les communautés se succédaient parfois à des épisodes violents. En particulier, les populations chrétiennes et juives subissaient des persécutions sous les dynasties plus radicales, comme les Almoravides et les Almohades, qui cherchaient à imposer l'islam comme religion dominante. Les conversions forcées, notamment celle des juifs et des chrétiens, étaient courantes et marquaient la transition vers un espace islamique plus homogène.